# Sengoku Basara: The Last Party
Sengoku Basara: The Last Party (劇場版 戦国BASARA －The Last Party－?, Gekijō-ban sengoku basara - The Last pātī -) è un film d'animazione del 2011 diretto da Kazuya Nomura.
Pellicola della serie Sengoku Basara, uscita nelle sale il 4 giugno 2011, ha guadagnato già alla terza settimana di programmazione circa 2000000 $.
Il film riprende gli eventi dalla fine della seconda serie animata.

## Trama
Dopo la morte dell'ambizioso generale Toyotomi Hideyoshi e di Takenaka Hanbei, il loro sottoposto Ishida Mitsunari, incapace di accettare le loro morti, giura di vendicarli a costo della vita, e viaggia per il Giappone in cerca di Date Masamune uccidendo soldati e civili. Quando finalmente incontra il Drago di Oshu, però, questi lo mette al tappeto e abbandona il campo; seppur ferito nell'orgoglio, Mitsunari non si dà per vinto.
Intanto, nella provincia di Kai, Takeda Shingen e Uesugi Kenshin hanno posto fine alla loro rivalità, con la capitolazione di quest'ultimo. Durante la battaglia giunge Tokugawa Ieyasu, che, dopo aver militato nelle file di Toyotomi, ha maturato la decisione di regnare su un Giappone unito e rappacificato stringendo alleanze con i signori della guerra. Sanada Yukimura rimane colpito dall'idea del giovane e decide di sposare la sua causa; Shingen, vedendo l'allievo così maturato, gli lascia il posto di generale.
Nel frattempo Oichi, la sorella del re demoniaco Oda Nobunaga posseduta da forze infernali e ridotta allo stato di bambola assassina, continua a devastare villaggi sotto il comando di Akechi Mitsuide, l'ex generale di Nobunaga divenuto ormai un incrocio tra uomo e macchina che è anche in combutta con il consigliere di Mitsunari, Ōtani Yoshitsugu, per portare nel caos gli Stati belligeranti.
Alla fine vengono adescati tutti i generali nella piana di Sekigahara con una lettera scritta da Kobayakawa Hideaki (fantoccio nelle mani di Mitsuide), ma firmata Tokugawa Ieyasu: lì gli eserciti di tutto il paese vengono assaliti alle spalle prima dalle forze del bellicoso Mitsunari e poi dal calcolatore Mōri Motonari, infrangendo le speranze e le promesse di concordia di Tokugawa Ieyasu, Maeda Keiji e Sanada Yukimura. Quindi, anche Akechi usa la sua arma segreta: Oichi si mescola ai soldati e comincia a mietere vittime col suo oscuro potere. Nello scontro si fronteggiano anche Date Masamune e il vendicativo Ishida Mitsunari: quest'ultimo ha di nuovo la peggio e, proprio mentre sta per ricevere il colpo di grazia, viene salvato dall'ex compagno Ieyasu, nonostante gli screzi che li avevano divisi tempo addietro.
Dopo aver ucciso molti uomini, Oichi resuscita il fratello deceduto, il re demoniaco Oda Nobunaga. Di fronte a lui, tutti i generali si uniscono per sconfiggere il minaccioso non-morto in una battaglia che vede anche l'inaspettato aiuto del doppiogiochista Ōtani Yoshitsugu. Alla fine però è l'amore di Oichi a trionfare: questa, dopo aver ucciso Mitsuide, si fa guidare dalla voce del defunto ed amato marito Azai Nagamasa, abbraccia il fratello e scende con lui nel regno degli inferi.
Ai cinque generali che hanno affrontato il re demoniaco non resta che interrompere le ostilità e scontrarsi, finalmente in pace, ognuno col proprio rivale.